# Keji Okada
Keji Okada est un karatéka japonais surtout connu pour avoir remporté en kata individuel masculin le titre de champion du monde aux championnats du monde de karaté 1980 ainsi qu'une médaille d'or aux Jeux mondiaux 1981.

## Résultats
| Résultat      | Date | Épreuve         | Catégorie | Compétition                | Ville hôte                  |
| ------------- | ---- | --------------- | --------- | -------------------------- | --------------------------- |
| Médaille d'or | 1980 | Kata individuel | Seniors   | Championnats du monde 1980 | Madrid, en Espagne          |
| Médaille d'or | 1981 | Kata individuel | Seniors   | Jeux mondiaux 1981         | Santa Clara, aux États-Unis |